# Lysimachia sikokiana
Lysimachia sikokiana är en viveväxtart som beskrevs av Friedrich Anton Wilhelm Miquel. Lysimachia sikokiana ingår i släktet lysingar, och familjen viveväxter. Inga underarter finns listade i Catalogue of Life.